# Asota diana
Asota diana là một loài bướm đêm thuộc họ Erebidae. Nó được tìm thấy ở quần đảo Solomon và ở Indonesia.
Sải cánh dài 56–59 mm.

## Phụ loài
- Asota diana diana (quần đảo Aru, quần đảo Solomon)
- Asota diana tiphlops (quần đảo Solomon)